# Arrow
Arrow és una sèrie de televisió nord-americana emesa per la cadena The CW i produïda pels productors Greg Berlanti, Marc Guggenheim, i Andrew Kreisberg, basada en el personatge Green Arrow de DC Comics, un lluitador contra el crim creat per Mort Weisinger i George Papp. El primer capítol va ser emès el 10 d'octubre de 2012.

## Argument

### Primera temporada
La sèrie tracta d'un jove playboy milionari, anomenat Oliver Queen. El pare de l'Oliver marxa a fer negocis a la Xina i ell el vol acompanyar. Abans de pujar al vaixell, l'Oliver era un home immadur i això va provocar que s'emportés Sara Lance, la germana de la xicota de l'Oliver, la Laurel. Un amic dels pares de l'Oliver, Malcom Merlyn, saboteja el vaixell, perquè el seu pare es mori i així pugui destruir bona part de la ciutat. La seva mare, davant d'aquest succés, no li queda una altra opció que ajudar a aquest home tan malvat. Quan el vaixell s'enfonsa, l'Oliver i el seu pare sobreviuen, però, en Robert, pare de l'Oliver, se suïcida perquè ell pugui viure. L'Oliver passa cinc anys en una illa suposadament deserta (els cinc anys no els passa allà) i finalment, aconsegueix tornar a casa. El seu pare, abans de suïcidar-se, li va dir que arreglés els errors que ell havia comès, i així ho fa. De dia, treballa a l'empresa del seu pare, però de nit, es converteix en un altre ésser, Arrow.
No li serà fàcil lliurar aquest compromís que li va demanar el seu pare, ja que la policia li anirà al darrere.
Malcom destruirà bona part de la ciutat, i matarà el seu propi fill i millor amic de l'Oliver, Thomas Merlyn.

### Segona Temporada
S'aniran descobrint coses que passaren a l'illa els 5 anys anteriors i les conseqüències que provoquen en el futur. Un company de l'Oliver, Slade Wilson, es vol venjar d'ell per haver-li arrencat un ull i per un mal entès que va passar amb una noia de l'illa.
Slade quasi va morir a l'illa a causa d'una explosió, però Oliver, Shado i Sara (van descobrir que no estava morta) li van injectar una mena de droga anomenada "mirakuru", que tornava a la gent que se la prenia, extremadament forta i gairebé immortal. Oliver es pensava que havia matat Slade, però resulta que no. Slade, al cap de cinc anys, va a Starling City, lloc natal d'Oliver, a fer-lo sofrir. Extreu la seva pròpia sang perquè dos aliats seus fabriquin més mirakuru i així poder fer un exèrcit. Slade matarà la mare d'Oliver i farà que el seu exèrcit destrueixi més de la meitat de la ciutat, però amb l'ajuda de "La lliga dels Assassins", els derrotaran.
Thea sabrà que realment, Robert no era el seu pare sinó que ho és Malcom Merlyn, que es descobrirà que està mort.

### Tercera temporada
Després que Sara Lance hagi jurat lleialtat a la Lliga d'assassins torna a Starling City per a una missió, però l'acabaran matant fent que la Lliga d'assassins busqui venjança. L'equip de l'Oliver, s'assabenta que Malcom Merlyn és viu i que ha estat ensenyant a la seva germana a esdevenir una assassina. De fet, sota la influència d'una droga mata la Sara. L'Oliver dona la cara per la Sara i desafia a Ra's Alghul. Ra's Alghul, l'ataca amb una espasa i gairebé el mata. Ra's Alghul farà que Oliver sigui el seu predecessor, ja que ha sobreviscut a la seva espasa, fent complir la profecia. Oliver fingirà la seva lleialtat i finalment podrà acabar amb Ra's Alghul, li donarà l'anell a Malcom Merlyn i el nomenaran el nou Ra's Alghul.
L'Oliver i la Felicity se n'aniran a viure junts i deixarà de ser Arrow, ja que Ra's Alghul, li ha pres la identitat a Oliver i John Diggel està enfadat amb ell per no confiar-hi.
Durant aquesta temporada, l'Oliver passarà tot aquell any a Hong Kong.

### Quarta temporada
L'equip no se'n surt bé sense l'Oliver, i es per això que la Thea i la Laurel, el van a buscar. Quan arriben a Starling City, l'Oliver, es pensa que no serà per molt de temps, i veu com en John i el capità de la policia i pare de la Laurel, Quentin Lance, estan enfadats amb ell.
Quan l'Oliver veu que Damien Darck, un excandidat a Ra's Alghul i que a més té poders, intenta prendre el control de la ciutat, decideix quedar-s'hi. En aquesta temporada, es veu com la Laurel reviu la seva germana, gràcies al brollador de Lazarus. L'Oliver contactarà amb un amic seu que va conèixer a Lian Yu, l'illa on suposadament estava perdut, perquè l'ajudi contra la màgia de Darck. Però mentre l'Oliver no se'n surt, Darck crea una ciutat a sota terra, perquè el seu objectiu és destruir el món sencer, i salvar-se ell i la seva organització anomenada Hife. Finalment l'acabarà derrotant i gràcies a un magnífic discurs que fa, el nomenaran alcalde.

### Cinquena temporada
L'equip de l'Oliver s'ha dissolt com a conseqüència que la Laurel ha mort, la Thea no anava per bon camí i el John ha decidit anar a l'exèrcit i, per tant, s'ha de crear un nou equip, ja que ell, de dia, dirigeix Star City com a alcalde, i de nit és un altre home, és un altre ser, és Fletxa Verda.
Eveling Sharp, una de les noves de l'equip, enganya Oliver i passa al bàndol de Prometeu, que més endavant se sabrà qui és. Prometeu, es vol venjar de Fletxa Verda, perquè va matar el seu pare. Prometeu, resultarà ser el fiscal del districte, Adrian Chese, i ho haurà planificat tot adequadament, ja que s'ha muntat el seu equip, i ha anat aconseguint informació sobre Oliver.
Finalment, raptarà tot el seu exequip, equip i família, incloent-hi el seu fill. S'haurà d'aliar amb dos exmembres de la lliga d'Assassins, Slade Wilson (el tenia retingut en una presa secreta de Lyan Yu) i un llança-boomerangs, per aconseguir salvar als seus. Finalment, aconsegueix salvar-los a tots, menys a la mare del seu fill. D'aquesta manera Williams, el seu fill, sap la veritat sobre el seu pare, i se'n va a viure amb ell.

### Sisena temporada
Hi ha un nou grup de malvats a Star City, controlats per Keyden James que intenta fabricar una bomba termobàrica, però finalment l'Oliver el para, encara que un dels seus socis, seguirà l'operació de James. Aquest home anomenat Ricardo Diaz, anirà recaptant informació de tota la gent de Star City, i els anirà amenaçant. Això fa que el departament de policia, la fiscalia, etc., siguin corruptes. Per si no n'hi hagués prou problemes, l'FBI investiga Oliver i l'acusa de ser Fletxa Verda, i el vol capturar, fins que pacten que ell s'entregava si l'ajudaven a detenir Diaz. Finalment, no l'acaben d'agafar, però l'FBI, el tanca a la presó igualment.
Aquesta temporada, acaba amb la mort del capità Quentin Lance.

## Repartiment
- Stephen Amell és Oliver Queen: jove multimilionari que després de naufragar en una illa i viure-hi durant 5, anys retorna a casa, quan tothom pensava que ja era mort.
- Katie Cassidy és Laurel Lance: antiga parella de l'Oliver i advocada.
- Colin Donnell és Tommy Merlyn: millor amic de l'Oliver i xicot de la Laurel.
- David Ramsey és John Diggle: antic militar de les forces especials, i guardaespatlles de l'Oliver.
- Willa Holland és Thea Queen: germana petita de l'Oliver.
- Susanna Thompson és Moira Queen: mare de l'Oliver.
- Paul Blackthorne és Quentin Lance: pare de la Laurel i detectiu de la policia local.
- Emmily Bett Rickards és Felicity Smoak: informàtica de Queen Consolidated.
- Colton Haynes és Roy Harper: d'orígens humils, ha de robar per sobreviure.
- Manu Bennett és Slade Wilson: mentor de l'Oliver a l'illa.
- John Barrowman és Malcolm Merlyn: pare d'en Tommy Merlyn.

## Episodis
| Temporada | Temporada | Episodis | Emissió Original     | Emissió Original       | Emissió Original   | Emissió Original       |
| Temporada | Temporada | Episodis | Data d'estrena       | Audiència (en milions) | Data final         | Audiència (en milions) |
| --------- | --------- | -------- | -------------------- | ---------------------- | ------------------ | ---------------------- |
|           | 1         | 23       | 10 d'octubre de 2012 | 4.14                   | 15 de maig de 2013 | 2.77                   |
|           | 2         | 23       | 9 d'octubre de 2013  | 2.74                   | 14 de maig de 2014 | 2.37                   |
|           | 3         | TBA      | 8 d'octubre de 2014  | 2.83                   | TBA                | TBA                    |

## Recepció
Arrow ha rebut crítiques generalment positives, i va ser la nova sèrie de més audiència en la CW en els últims cinc anys des del seu llançament. La sèrie va aconseguir una mitjana aproximada de 3,68 milions d'espectadors en el transcurs de la primera temporada, i va guanyar múltiples nominacions i tres premis. Per ajudar en la promoció, es va publicar prèviament un còmic abans que comencés la sèrie de televisió, mentre que els webisodis oferien la sèrie juntament amb Bose per a la segona temporada. La primera temporada està disponible en DVD i Blu-ray en les regions 1, 2 i 4 i es va publicar una banda sonora. La segona temporada va debutar el 9 d'octubre de 2013.
El 13 de febrer de 2014, The CW va renovar la sèrie per a una tercera temporada, que començà el 8 d'octubre de 2014.